# Rading (Gemeinde Bad Leonfelden)
Rading ist eine Ortschaft in der Stadtgemeinde Bad Leonfelden im Mühlviertel in Oberösterreich. Die Ortschaft hat 57 Einwohner (Stand: 1. Jänner 2024).

## Geographie

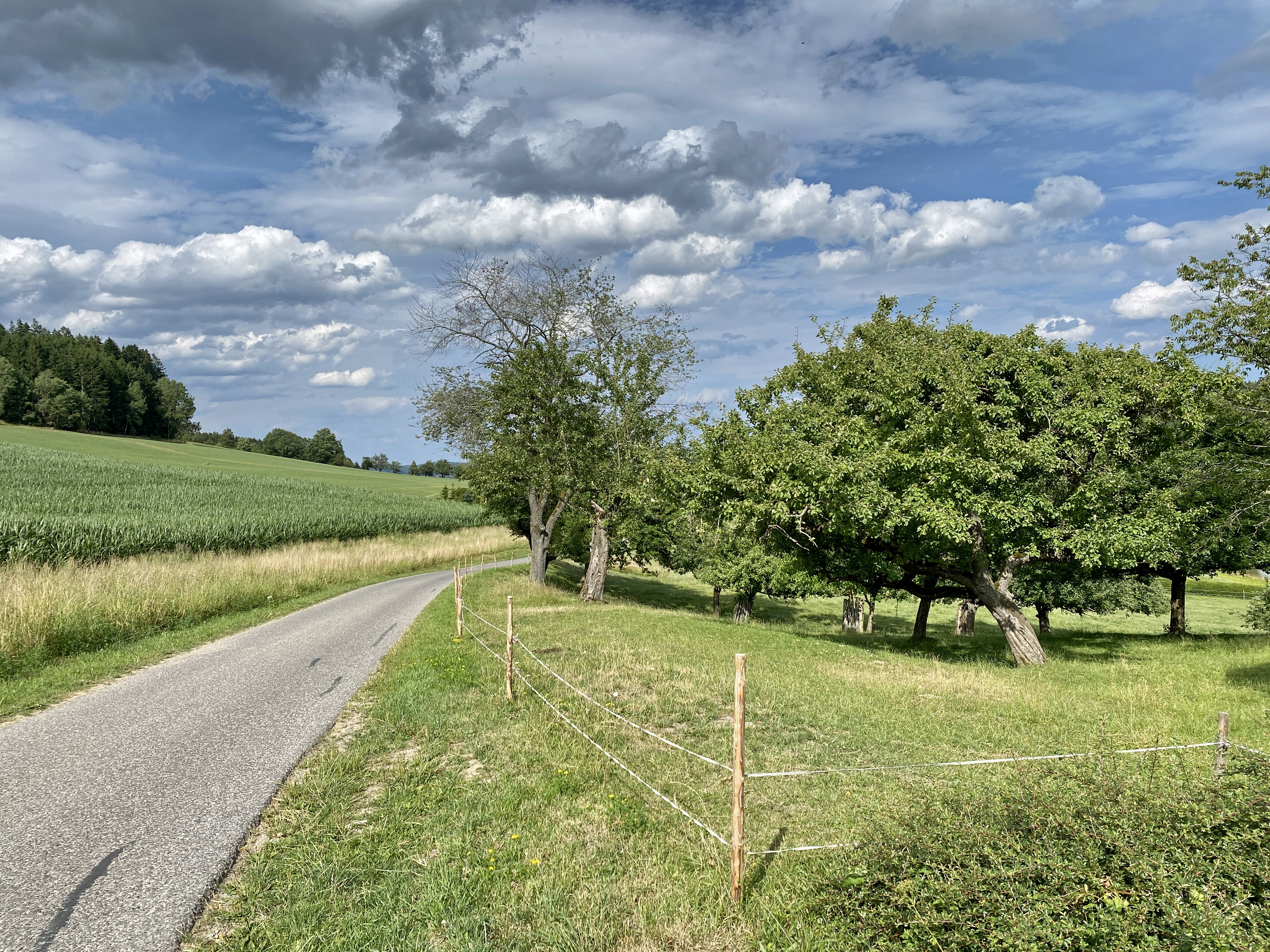
Landschaft in Rading

Rading liegt im Leonfeldner Hochland und nahe der Staatsgrenze zu Tschechien. Sie ist Teil des Zählsprengels Bad Leonfelden-Umgebung. Zur Ortschaft Rading gehören 18 Adressen (Stand: 1. April 2020). Sie umfasst die gleichnamige Rotte Rading, die Rotte Appenau und die Einzelsiedlung Zuckermantl. Während die Rotte Rading in der Katastralgemeinde Weigetschlag liegt, gehören Appenau und Zuckermantl zur Katastralgemeinde Stiftung bei Leonfelden.
Durch die Ortschaft verläuft die Europäische Hauptwasserscheide zwischen Atlantik und Schwarzem Meer. Die Rotte Rading befindet sich im Einzugsgebiet des Granitzbachs.

## Geschichte
Rading wurde vermutlich im dritten Viertel des 13. Jahrhunderts gegründet. Der Ortsname wurde im Jahr 1356 als im Rædinge urkundlich erwähnt. Er leitet sich vom urslawischen *Radьnikъ ab, von radъ für ‚gern‘, und hat folglich die Bedeutung ‚angenehmer Ort oder Berg‘.
Laut Adressbuch von Österreich waren im Jahr 1938 in Rading mehrere Landwirte ansässig.

## Kultur und Sehenswürdigkeiten

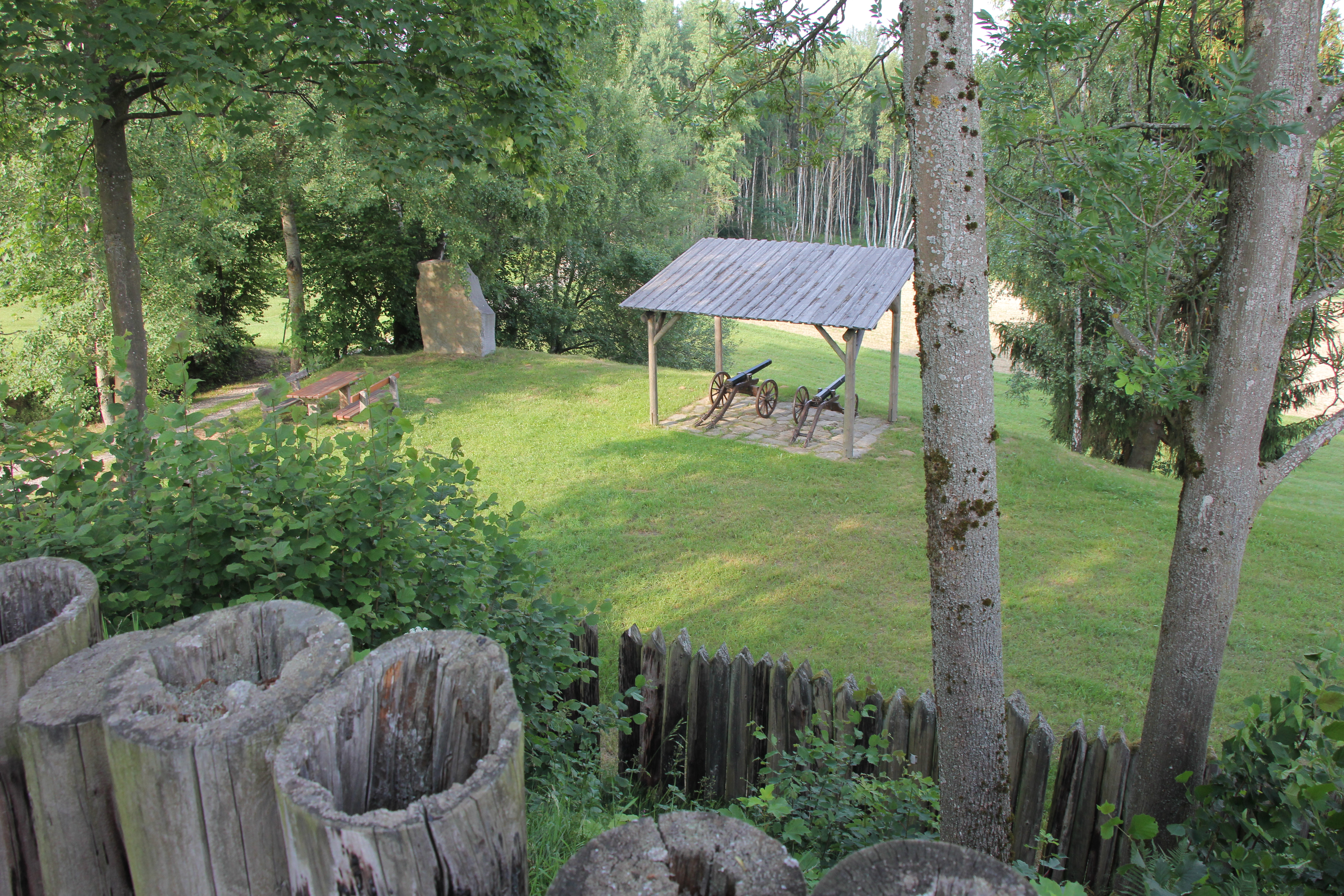
Schwedenschanze Rading

Die Schwedenschanze Rading steht unter Denkmalschutz. Die Schanze wurde ursprünglich von 1643 bis 1645 errichtet und nach zeitgenössischen Vorlagen zum Teil wieder hergestellt. Der Streckhof Rading Nr. 7 wurde im 19. Jahrhundert erbaut und weist in seiner Stube eine Riemlingdecke auf. Der spätbarocke Dreiseithof Rading Nr. 11/12 stammt vom Ende des 18. Jahrhunderts. Sein linker Hausstock ist in der ursprünglichen Form erhalten. In der Stube gibt es mehrere verputzte Rüstbäume. Im Vorhaus sind Steinplatten verlegt. Außerdem weist der Hof eine Gred auf.
Durch Rading führen mehrere Wanderwege. Als schwer gelten die 35 Kilometer lange Salzstraßen-Runde, die 18,7 Kilometer lange Grenzland-Runde und die 16,3 Kilometer lange Via-Leone-Runde. Als mittelschwer eingestuft sind die 18,2 Kilometer lange Grasslmühl-Runde, die 12,5 Kilometer Sternsteinhof-Runde, die 12,1 Kilometer lange Miesenwald-Runde und die 10,6 Kilometer lange Bauernkriegskapelle-Runde.
Außerdem verlaufen einige Radtour-Strecken durch Rading. Zu den schweren zählen die 29,6 Kilometer lange Vyšší-Brod-Runde und die 21,8 Kilometer lange Studánky-Runde. Als mittelschwer eingestuft sind die 69,8 Kilometer lange Hoch-Sumava-Runde, die 65,8 Kilometer lange Europaradregion-Runde und die 21,8 Kilometer lange Miesenwald-Runde. Die 61,3 Kilometer lange, mittelschwere GrenzenLosRadel-Tour ist für Mountainbikes und die 26,4 Kilometer lange, mittelschwere Grenzenlosradel-Tour / Studanky für E-Bikes gedacht.

## Wirtschaft
Die Fischerei Eckersdorfer betreibt mehrere Fischteiche in Rading. Hier werden Forellen, Saiblinge, Karpfen, Hechte und Futterfische gezüchtet. Für Angler gibt es einen großen Angelteich und einen Catch-and-Release-Teich.